# 從地心竄出3
《從地心竄出3》（英語：Tremors 3: Back to Perfection）是一部2001年美國怪獸恐怖喜劇片，由布蘭特·邁多可執導，約翰·惠普理（John Whelpley）編劇，1996年電影《從地心竄出2》的續集及《從地心竄出》系列的第三部電影。劇情講述麥可·葛羅斯飾演的伯特·甘莫（Burt Gummer）返回內華達州完美小鎮（Perfection）後，加博巨蟲（Graboid）再度現身，並再度由尖叫獸（Shriekers）進化成爆屁獸（Ass Blasters），同時還有一隻白化巨蟲緊跟著自己，使小鎮的人們必須謹慎保護自己。
《從地心竄出3》2001年10月2日在美國以DVD首映發行。續集《從地心竄出4》於2004年推出。

## 劇情
冒險家伯特·甘莫在阿根廷大查科殺死眾多尖叫獸（Shriekers）後返回家鄉內華達州完美小鎮（Perfection）。自最初加博巨蟲襲擊以來，因小鎮居民米格爾、南希及她的女兒敏蒂的疏忽，該鎮用於追蹤加博巨蟲活動的預防設備已經損壞。華特·張的小店已由他的侄女茱蒂接管。新居民傑克在鎮上經營巨蟲旅遊業，為來訪的遊客創建了模擬襲擊之旅。一天下午，傑克在帶著旅客進行活動時，他的助手巴佛被一隻真正的加博巨蟲吃掉。傑克和敏蒂和傑克的顧客設法逃脫並警戒城鎮，而伯特則確定該地區有三隻加博巨蟲。
居民開始採取行動殺死巨蟲，但被政府探員查理·魯斯克和法蘭克·斯塔特勒以及古生物學家安德魯·梅利斯博士阻止，他們聲稱加博巨蟲是瀕臨滅絕的物種，阻止人類狩獵他們。傑克設法與探員達成協議，如果他們捕獲了一隻活的巨蟲，伯特和居民將被允許殺死其餘的兩隻。伯特勉強同意，於是他和傑克開始誘捕巨蟲，而探員三人則一意孤行。最初襲擊的倖存者馬文·普拉格希望買下伯特的土地並將其發展成一個城鎮。伯特拒絕後，一隻巨蟲現身吞噬了他。傑克引誘巨蟲到伯特家，使其與建築物周圍的地下混凝土牆發生致命碰撞。然後，他用電鋸將伯特從巨蟲腹部救出。
伯特、傑克、茱蒂和米格爾後來發現了重傷的梅利斯博士，對方死前表示，魯斯克和斯塔特勒遭到尖叫獸襲擊而亡。追蹤尖叫獸時，伯特發現一隻白化巨蟲（艾爾·布蘭科，在西班牙語中意旨「白化人」）將他們困在岩石上而被迫於此過夜。在將艾爾·布蘭科趕走之後，他們發現尖叫獸已經蛻皮，成為有翼生物「爆屁獸」（Ass Blasters），能夠藉由如放屁般釋放辛烷來飛行。該生物殺死米格爾，然後撞在金屬柵欄上自盡。伯特意識到胃中的化學物質會發生爆炸反應，從而使其飛行；同時發現牠們能夠攜帶類固醇卵，推測牠們已進化為透過飛行來傳播這些卵。同時，南希與敏蒂在鎮上遭到一隻爆屁獸襲擊，並躲藏在冷凍室中。
伯特三人用床墊來掩護爆屁獸的紅外熱能追蹤，抵達伯特的房子，但當爆屁獸試圖闖入時被迫逃離。為了防止其像其他隻一樣繁衍，伯特炸了房子。但是直到他們得知爆屁獸在吃了MRE口粮後會昏睡後，伯特為自己白忙一場感到無奈。三人逃到垃圾場，在那從收集的日常用品中製造了馬鈴薯砲，引燃爆屁獸胃中的可燃物質。在殺死四隻後，伯特遭到了艾爾·布蘭科的襲擊並被壓制。傑克意識到伯特的超聲波手錶不斷吸引著艾爾·布蘭科，於是傑克接下了它，並將其黏到最後一隻爆屁獸上。誘使艾爾·布蘭科吞噬了那隻爆屁獸，救了茱蒂和伯特一命。
此後，南希設法賣掉了活捉的爆屁獸，而傑克和茱蒂產生好感而開始交往，讓迷戀他的敏蒂死心。與此同時，馬文再次試圖希望伯特出售土地，但伯特告訴他，由於艾爾·布蘭科是瀕臨滅絕的物種，屬於非法狩獵行為，並與伯特形成了彼此默默的友誼，居民決定採取預防措施以在此生活。居民們決定安全地與牠共存，從而將完美小鎮變成了受聯邦保護的加博巨蟲保護區，並禁止馬文開發城鎮。伯特利用盤旋在底下的艾爾·布蘭科將馬文困在岩石上，然後得意離去。

## 演員
- 麥可·葛羅斯飾演伯特·甘莫（Burt Gummer）
- 席恩·克利斯坦（英语：Shawn Christian）飾演傑克·索耶（Jack Sawyer）
- 蘇珊·莊（Susan Chuang）飾演茱蒂·張（Jodi Chang）
- 雅莉安娜·理察斯飾演敏蒂·史登古德（Mindy Sterngood）
- 夏洛特·史都華（英语：Charlotte Stewart）飾演南希·史登古德（Nancy Sterngood）
- 東尼·詹納洛（英语：Tony Genaro）飾演米格爾（Miguel）
- 貝瑞·利文斯頓（英语：Barry Livingston）飾演安德魯·梅利斯博士（Dr. Andrew Merliss）
- 約翰·帕帕斯（John Pappas）飾演查理·魯斯克探員（Agent Charlie Rusk）
- 比利·里克（Billy Rieck）飾演巴佛（Buford）
- 羅伯特·簡恩飾演馬文·普拉格（Melvin Plug）
- 湯姆·艾福利特（英语：Tom Everett）飾演法蘭克·斯塔特勒探員（Agent Frank Statler）
- 瑪麗·格洛斯（英语：Mary Gross）飾演遊客媽媽

## 外部連結
- 互联网电影数据库（IMDb）上《從地心竄出3》的资料（英文）
- 爛番茄上《從地心竄出3》的資料（英文）